# NGC 5960
NGC 5960 est une vaste et lointaine galaxie spirale située dans la constellation du Serpent. Sa vitesse par rapport au fond diffus cosmologique est de 12 022 ± 11 km/s, ce qui correspond à une distance de Hubble de 177 ± 12 Mpc (∼577 millions d'al). NGC 5960 a été découverte par l'astronome allemand Albert Marth en 1864.
Selon la base de données Simbad, NGC 5960 est une radiogalaxie.